# 熊本県伝統工芸館
熊本県伝統工芸館（くまもとけんでんとうこうげいかん）は、熊本県熊本市にある公立の文化施設。1982年（昭和57年）に開館した。肥後象がん（象嵌）、陶磁器、刃物、竹製品、染織物など熊本県の伝統工芸品を中心に展示している。
1階にミュージアムショップ（大型販売店）、2階がギャラリーになっており、売上金の一部は地元の伝統工芸品の支援に使われている。

## 交通アクセス
- 熊本市電A系統・B系統 熊本城・市役所前停留場より徒歩10分（780m）
- 熊本桜町バスターミナルより九州産交バスの植木・山鹿・玉名方面に向かうバスに乗車し「家庭裁判所前」下車すぐ
- 九州自動車道熊本インターチェンジより8.6km

## 関連事項
- 熊本県立美術館
- くまもと工芸会館